# Sławosz Uznański-Wiśniewski
Sławosz Uznański-Wiśniewski, geb. Uznański (* 12. April 1984 in Łódź) ist ein polnischer Ingenieur und Raumfahrer im Europäischen Astronautenkorps. Zuvor hatte er für die europäische Kernforschungsorganisation CERN gearbeitet.

## Jugend und Ausbildung
Uznański-Wiśniewski wuchs in Łódź auf. 2008 absolvierte er die Technische Universität Łódź mit einem Masterabschluss, im gleichen Jahr erhielt er ebenfalls einen Diplom-Ingenieurstitel der Technischen Universität Nantes. 2011 erhielt er einen Doktortitel der Universität Aix-Marseille II für seine Arbeit über Strahlungsresistente Anwendungen im Weltraum.

## Wissenschaftliche Karriere
Während er seine Doktorarbeit schrieb, arbeitete er bei dem Halbleiterhersteller STMicroelectronics in Crolles.
2011 begann er am CERN in Genf zu arbeiten. 2013 wurde er Projektleiter, 2018 bis 2020 war er als Ingenieur für den Teilchenbeschleuniger Large Hadron Collider zuständig. 2019 war er zudem als technischer Experte und Ratgeber am EU-Forschungsprogramm Horizont 2020 eingesetzt; dabei befasste er sich mit europäischer Unabhängigkeit und Wettbewerbsfähigkeit im Weltraumsektor.

## Raumfahrt
2022 wurde Uznański-Wiśniewski als Mitglied der Reserve des Europäischen Astronautenkorps ausgewählt, das heißt, er war als einer von elf Reserveastronauten vorgesehen, die bei Bedarf in den aktiven Dienst nachnominiert würden. Im August 2023 gab der polnische Technologieminister Waldemar Buda bekannt, dass ein Pole zur Internationalen Raumstation fliegen würde. Es wurde im September 2023 bestätigt, dass Uznański an einer solchen Mission teilnehmen werde. Dazu schloss die polnische Regierung einen Vertrag mit dem privaten Raumflugorganisator Axiom Space, wobei die Europäische Weltraumorganisation (ESA) die Ausbildung des Astronauten übernahm und die Mission zusammen mit Polen durchführt. Seit dem 1. September 2023 ist Uznański als sogenannter Projektastronaut vorübergehendes Mitglied des Europäischen Astronautenkorps und wird auf seinen Raumflug vorbereitet. Er startete am 25. Juni 2025 mit der Axiom Mission 4 und betrat wenige Stunden später die ISS. Nach Mirosław Hermaszewski ist er der zweite Pole im Weltraum.

## Veröffentlichungen
- Sławosz Uznański-Wiśniewski: Simulations Monte-Carlo et leur contribution à la compréhension des mécanismes d’aléas logiques (SEU) dans les technologies CMOS 65/32/20nm. In: theses.fr. UNIVERSITÉ DE PROVENCE AIX-MARSEILLE 1, 2011, abgerufen am 16. September 2023 (englisch, französisch, Doktorarbeit über die Zuverlässigkeit von elektronischen Systemen unter dem Einfluss von Strahlung).